# 石巻西川町
石巻西川町（いしまきにしがわちょう）は愛知県豊橋市の町名。

## 地理
- 西川と書いて「にしがわ」と読む。
- 豊橋市の北東部に位置し豊川市、新城市との市境を持つ。
- 丁目は持たないが小字が振られている。

### 山岳
- 吉祥山

### 河川
- 吉祥川

### 小字
| - 字赤砂利（あかじゃり） - 字一之沢（いちのさわ） - 字一里塚（いちりづか） - 字上地（うえじ） - 字大原（おおばら） - 字欠下（かけした） - 字鐘平（かねひら） - 字上前田（かみまえだ） - 字北之谷（きたのや） - 字吉祥（きちじょう） | - 字釘田（くぎた） - 字郷道（ごうどう） - 字小松原（こまつばら） - 字三之沢（さんのさわ） - 字下前田（しもまえだ） - 字城山（しろやま） - 字戸道（とみち） - 字西屋敷（にしやしき） - 字原（はら） - 字東鐘平（ひがしかねひら） | - 字東（ひがし） - 字平上（ひらかみ） - 字平下（ひらしも） - 字細田（ほそだ） - 字松下（まつした） - 字道上（みちかみ） - 字向坪（むかいつぼ） - 字向山（むかいやま） - 字安川下（やすがわした） - 字安川（やすがわ） |

## 歴史
愛知県八名郡西川村を全身とする。
1889年10月1日に馬越村、西川村、萩平村、中山村、平野村、小野田村が合併し、西郷村となり、西川村は消滅。大字西川となる。
1906年7月1日に多米村、三輪村、玉川村、嵩山村、西郷村が合併し、石巻村となる。大字は継承される。
1955年、豊橋市へ編入される。大字西川は石巻西川町に継承された。

## 世帯数と人口
2019年（平成31年）4月1日現在の世帯数と人口は以下の通りである。
| 町丁       | 世帯数  | 人口  |
| ---------- | ------- | ----- |
| 石巻西川町 | 291世帯 | 827人 |

### 人口の変遷
国勢調査による人口の推移
| 1995年（平成7年）  | 908人 | [ 5 ] |  |
| 2000年（平成12年） | 898人 | [ 6 ] |  |
| 2005年（平成17年） | 874人 | [ 7 ] |  |
| 2010年（平成22年） | 854人 | [ 8 ] |  |
| 2015年（平成27年） | 778人 | [ 9 ] |  |

## 学区
市立小・中学校に通う場合、学区は以下の通りとなる。また、公立高等学校に通う場合の学区は以下の通りとなる。
| 番・番地等 | 小学校             | 中学校             | 高等学校 |
| ---------- | ------------------ | ------------------ | -------- |
| 全域       | 豊橋市立西郷小学校 | 豊橋市立石巻中学校 | 三河学区 |

## 交通
- 東名高速道路
  - 通過するのみである。
- 愛知県道381号豊津石巻萩平線
- 愛知県道499号石巻萩平豊川線

### バス
- 「地域生活」バス・タクシー 「柿の里バス」

## 施設
- 北之谷霊園
- 三河変電所
- 素盞嗚神社
- 豊橋農業協同組合北支店
- 西河寺
- 大福寺

## その他

### 日本郵便
- 郵便番号 : 441-1102[3]（集配局：石巻郵便局[12]）。

## 参考資料
- 「角川日本地名大辞典」編纂委員会 編『角川日本地名大辞典 23 愛知県』角川書店、1989年3月8日。ISBN 4-04-001230-5。
- 有限会社平凡社地方資料センター 編『日本歴史地名体系第23巻 愛知県の地名』平凡社、1981年。ISBN 4-582-49023-9。